# Turritellopsis thielei
Turritellopsis thielei is een slakkensoort uit de familie van de Mathildidae. De wetenschappelijke naam van de soort is voor het eerst geldig gepubliceerd in 1951 door A. W. B. Powell.